# Мамедов, Рамиз Хабибович
Рамиз Хабибович (Габиб оглы) Мамедов (азерб. Ramiz Həbib oğlu Məmmədov; 15 августа 1968, Агдам, Азербайджанская ССР, СССР) — советский и азербайджанский футболист, полузащитник, тренер.

## Биография
Выступал за различные азербайджанские и иранские клубы. Всего провёл 285 матчей, забил 64 гола.
Играл за сборную Азербайджана.
Обладатель Кубка Азербайджана 2000 (забил гол в финале), 2001 (забил гол в финале).
Впоследствии стал тренером, работал в ФК «Габала». В конце 2010 году получил категорию Pro. С января 2011 — главный тренер казахстанского клуба «Атырау».
В начале своего руководства, после ухода армянского нападающего Тиграна Карабахцяна из «Атырау», Мамедов якобы сделал заявление, повлёкшее впоследствии скандал в казахстанском футболе

«Насколько я знаю, Тигран Карабахцян уже не является игроком „Атырау“. Но если это не так, мне предстоит разговор с руководством клуба. Если я работаю в „Атырау“, армянина здесь не будет», — заявил Мамедов.
— Armsport.am
Впоследствии руководство «Атырау» заявило, что информация в интервью была искажена, а сам Мамедов объявил её ложью.
После 15 тура подал в отставку. В сентябре 2012 года второй раз возглавил ФК «Габала».

## Достижения
- Серебряный призёр чемпионата Азербайджана: 1996/97 («Карабах»), 1999/2000 («Кяпаз»), 2000/01 («Нефтчи»)
- Обладатель Кубка Азербайджана: 1999/2000 («Кяпаз»), 2000/01 («Шафа»)
- Финалист Кубка Азербайджана: 1992, 1994/95 («Кюр-Нур»)